# Malacoscylus cirratus
Malacoscylus cirratus là một loài bọ cánh cứng trong họ Cerambycidae.